# On an Island (dal)
Az On an Island David Gilmour harmadik szólóalbumáról, az On an Island-ről származó kislemez. A kislemezen található dal az album első, Castellorizon című számból csúszik át, s csak úgy mint az elsőnél, ennél is egy görög szigeten, Kastelorizo-n töltött este inspirálta David-et, továbbá azok előtt tiszteleg, akik elhunytak. Az egész album, beleértve ezt és az első számot, látható és hallható a Remember That Night és a Live in Gdańsk koncertfelvételeken, amik az On an Island turnéján készültek.
A számon David Gilmour gitározik, énekel, elektromos zongorán és ütőhangszeren játszik, David Crosby, Graham Nash énekel, Guy Pratt basszusgitározik, egy negyven tagú zenekar játszik Zbigniew Preisner vezényletével, Richard Wright (Hammond-orgona), Rado Klose (gitár) és Andy Newmark (dob).

## Számok
1. On an Island (Szerkesztett) – 4:42 (Gilmour/Samson)
2. On an Island (Album verzió) – 6:49 (Gilmour/Samson)

## Külső hivatkozások
- Hivatalos oldal (angolul)